# Johann Culik
Johann Culik (* 19. November 1946 in Stockerau) ist ein ehemaliger Offizier des Österreichischen Bundesheeres, zuletzt im Range eines Generalleutnants. Er war von 1999 bis 2011 Militärkommandant von Niederösterreich.

## Leben
Johann Culik wurde am 19. November 1946 in Stockerau geboren und trat nach seiner Matura in Stockerau 1965 als Einjährig-Freiwilliger in das Österreichische Bundesheer ein. Danach absolvierte er die Offiziersausbildung an der Theresianischen Militärakademie in Wiener Neustadt, wo er 1969 zum Leutnant der Panzertruppe ausgemustert wurde und zur Wallenstein-Kaserne nach Götzendorf an der Leitha kam.
Nachdem er als Zugskommandant und Kompaniekommandant eingesetzt war, absolvierte er 1975 bis 1978 die Ausbildung zum Generalstabsoffizier an der Landesverteidigungsakademie in Wien. In der Folge wurde er Hauptlehroffizier für Taktik und Logistik an der Theresianischen Militärakademie und wurde ab 1982 Chef des Stabes der Militärakademie, Kommandant des Armeeversorgungsregimentes und ab 1985 stellvertretender Kommandant der Militärakademie sowie Leiter des Institutes für Offiziersfortbildung. Von 1998 bis 1999 war Johann Culik Kommandant der Heeresunteroffiziersakademie in Enns.
Am 14. September 1999 wurde der Brigadier zum Militärkommandanten von Niederösterreich bestellt und zum Divisionär (ab 2002 Umbenennung auf Generalmajor) befördert. Er folgte Divisionär Walter Mayer, der wegen einer Krankheit seine Funktion zurücklegen musste.
Seine Funktion als Militärkommandant übernahm am 26. Mai 2011 Brigadier Rudolf Striedinger. Im Oktober 2011 wurde er kurz vor seiner Pensionierung zum Generalleutnant befördert.

## Sonstiges
Johann Culik war Lehrbeauftragter für Führungstechnik und Kommunikation an der Technischen Universität Graz sowie in der Privatwirtschaft Trainer und Konsulent.
Er ist verheiratet, Vater eines Sohnes und wohnt in Wr. Neustadt.

## Auszeichnungen (Auszug)
- Akademischer Grad Magister
- Berufstitel Professor in Anerkennung seines militär- und managementwissenschaftlichen Engagements
- 1989: Goldenes Ehrenzeichen für Verdienste um die Republik Österreich[1]
- 2006: Silbernes Komturkreuz des Ehrenzeichens für Verdienste um das Bundesland Niederösterreich
- 2008: Ehrenring der Gemeinde Hochwolkersdorf
- 2011: Ehrenmitgliedschaft des Österreichischen Kameradschaftsbundes Niederösterreich
- 2011: Rotkreuz-Konsul in Niederösterreich
- 2011: Ehrenring der Stadt St. Pölten
- Ehrenring der Stadt Wiener Neustadt[2]
- Verdienstzeichen des Niederösterreichischen Landesfeuerwehrverbandes (Ausprägung unbekannt)
- Ehrenabsolvent der Tschechischen Universität in Vyskov bei Brünn